# Danny McGrain

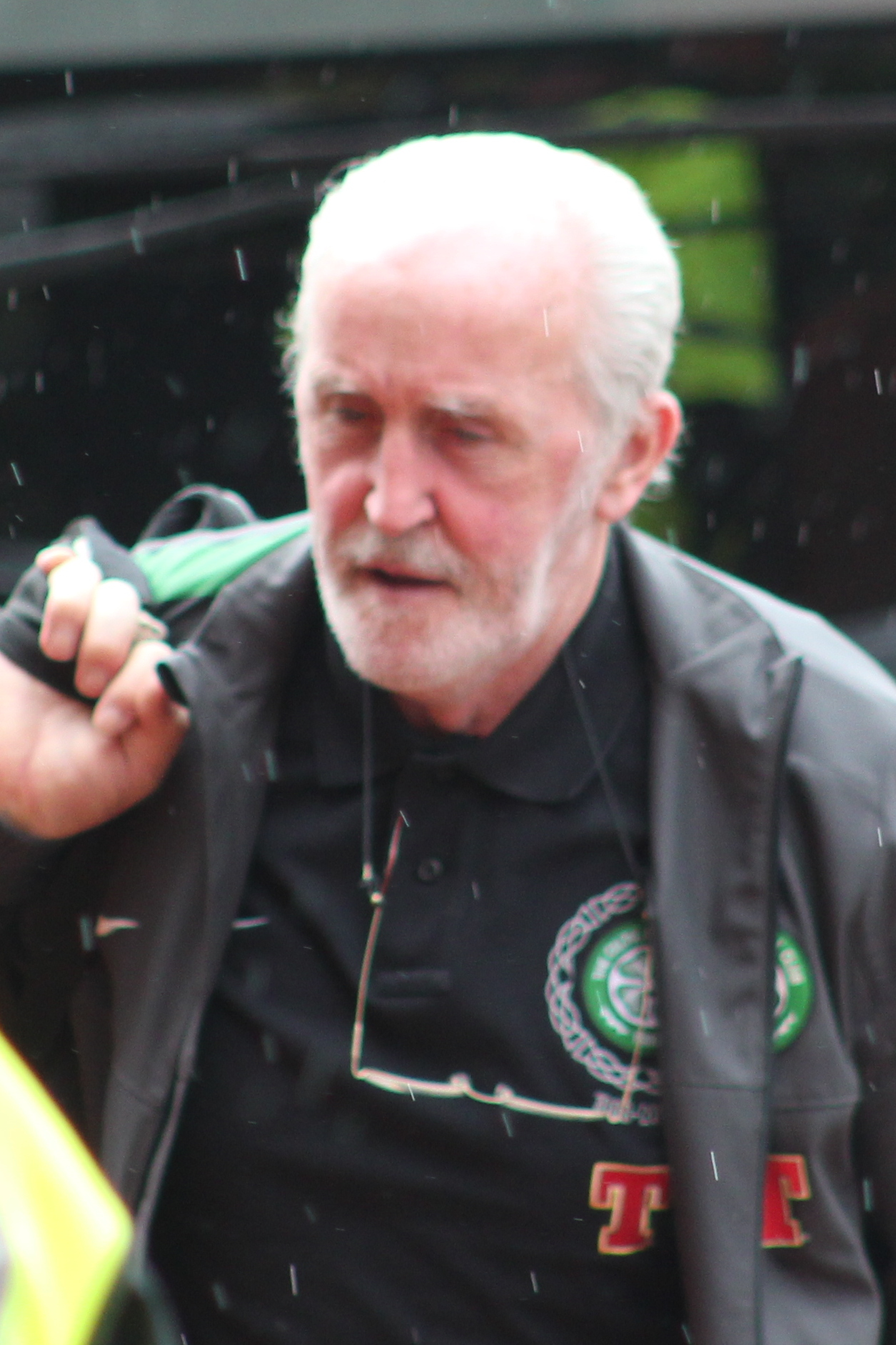
Danny McGrain in 2013

Daniel ("Danny") Fergus McGrain (Glasgow 1 mei, 1950) is een Schots voormalig voetbalspeler- en trainer.
De rechtsachter speelde voor Celtic, Hamilton Academical en het Schots voetbalelftal. McGrain wordt beschouwd als een van de beste Schotse voetballers.
McGrain begon zijn carrière bij Celtic en was onderdeel van de "Quality Street Gang", een groep jonge spelers die eind jaren zestig doorbraken bij de club. Hij stroomde door naar het eerste elftal en speelde tussen 1970 en 1987 maarliefst 659 officiële duels voor Celtic. Hij werd met de club zeven keer landskampioen, won vijfmaal de Scottish Cup en tweemaal de Scottish League Cup. Hij bracht zijn laatste seizoen van zijn carrière bij Hamilton Academical door, welke hij hielp aan promotie naar het hoogste niveau. McGrain speelde 62 interlands voor Schotland en werd in 2004 ingewijd in de Hall of Fame van het Schotse voetbal.
Na het beëindigen van zijn spelersloopbaan was McGrain tussen 1992 en 1994 hoofdtrainer bij Arbroath FC. Hij is sinds 2012 trainer van het reserve-elftal van Celtic.